# Baldassare Leone
Baldassare Leone (Palermo, 12 febbraio 1756 – Caltanissetta, 22 luglio 1820) è stato un vescovo cattolico italiano,  81º vescovo di Agrigento.

## Genealogia episcopale
La genealogia episcopale è:
- Cardinale Scipione Rebiba
- Cardinale Giulio Antonio Santori
- Cardinale Girolamo Bernerio, O.P.
- Arcivescovo Galeazzo Sanvitale
- Cardinale Ludovico Ludovisi
- Cardinale Luigi Caetani
- Cardinale Ulderico Carpegna
- Cardinale Paluzzo Paluzzi Altieri degli Albertoni
- Papa Benedetto XIII
- Papa Benedetto XIV
- Papa Clemente XIII
- Cardinale Enrico Benedetto Stuart
- Cardinale Michele Di Pietro
- Vescovo Baldassare Leone